# Приют Господа нашего Иисуса Христа в память отрока Василия

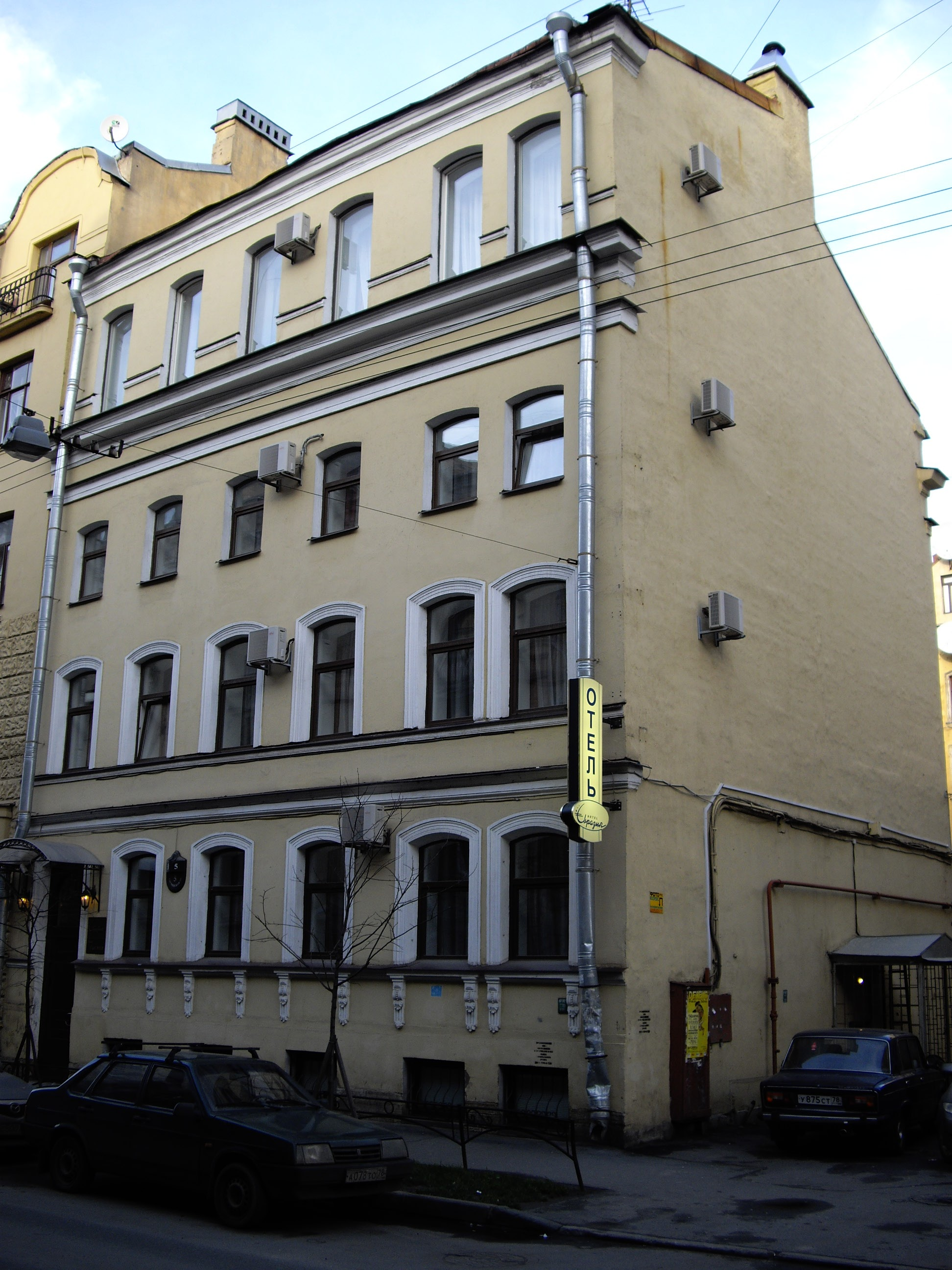
Дом на Гатчинской, 5., где в 1887—1919 годах располагался Приют «Господа нашего Иисуса Христа в память отрока Василия»

Приют Господа нашего Иисуса Христа в память отрока Василия — благотворительное учреждение, существовавшее в Петербурге с 1887 по 1919 годы.

## История
В 1883 вице-адмирал Платон Юрьевич Лисянский, желая почтить память своего рано умершего сына Василия, открыл в Санкт-Петербурге «колыбельную для призрения бедных детей» на 6 мест. В 1887 она была превращена из ясель для детей грудного возраста, в приют, для которого учредитель купил трехэтажный дом на Гатчинской ул., 5, и пожертвовал капитал.
В приюте, имевшем двухклассную церковно-приходскую школу, содержалось 25 мальчиков в возрасте от 5 до 14 лет — детей бедных родителей. По желанию Лисянского приют подчинялся Императорскому Человеколюбивому обществу. В 1888 архитектор Христиан Тацки надстроил дом четвёртым этажом и создал домовую церковь Спаса Нерукотворного. В ней стоял одноярусный резной иконостас в четыре иконы; на стенах висели религиозные картины; престол был отделан мрамором. 3 сентября 1888 местный благочинный освятил этот храм. Позже на крыше была сделана звонница.
С 1892 по 1893 год по окончании Духовной академии в этой церкви служил священник В. К. Роггенгаген. С 1898 до закрытия 1 сентября 1918 в храме служил прот. Михаил Николаевич Соболев.
В декабре 1919 года иконостас был перевезен на Большую Пушкарскую улицу, в дом 57, во временный молитвенный дом Матфиевской церкви, к которой приютский храм был приписан. В 1900-е попечителем заведения был А. Н. Никитин. На должности сотрудника попечителя Приюта в Императорском человеколюбивом обществе состояли братья Н. А. и С. А. Тарасовы. В 1919 году приют закрыт, здание перестроено под жильё. В 2002—2003 годах дом расселён и переоборудован под отель «Евразия».

## Начальницы приюта

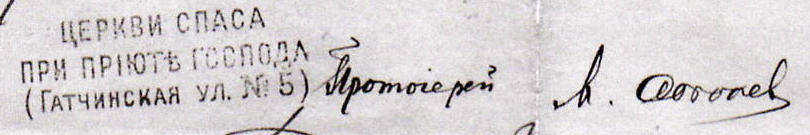
Штамп церкви Спаса Нерукотворного при приюте Господа Нашего Иисуса Христа в память отрока Василия и подпись протоиерея Соболева

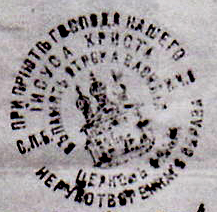
Круглая печать церкви Спаса Нерукотворного при приюте Господа Нашего Иисуса Христа в память отрока Василия

- до 1903 г. — Никольская Анна Васильевна (род. 1843, тётка Никольского Бориса Владимировича)

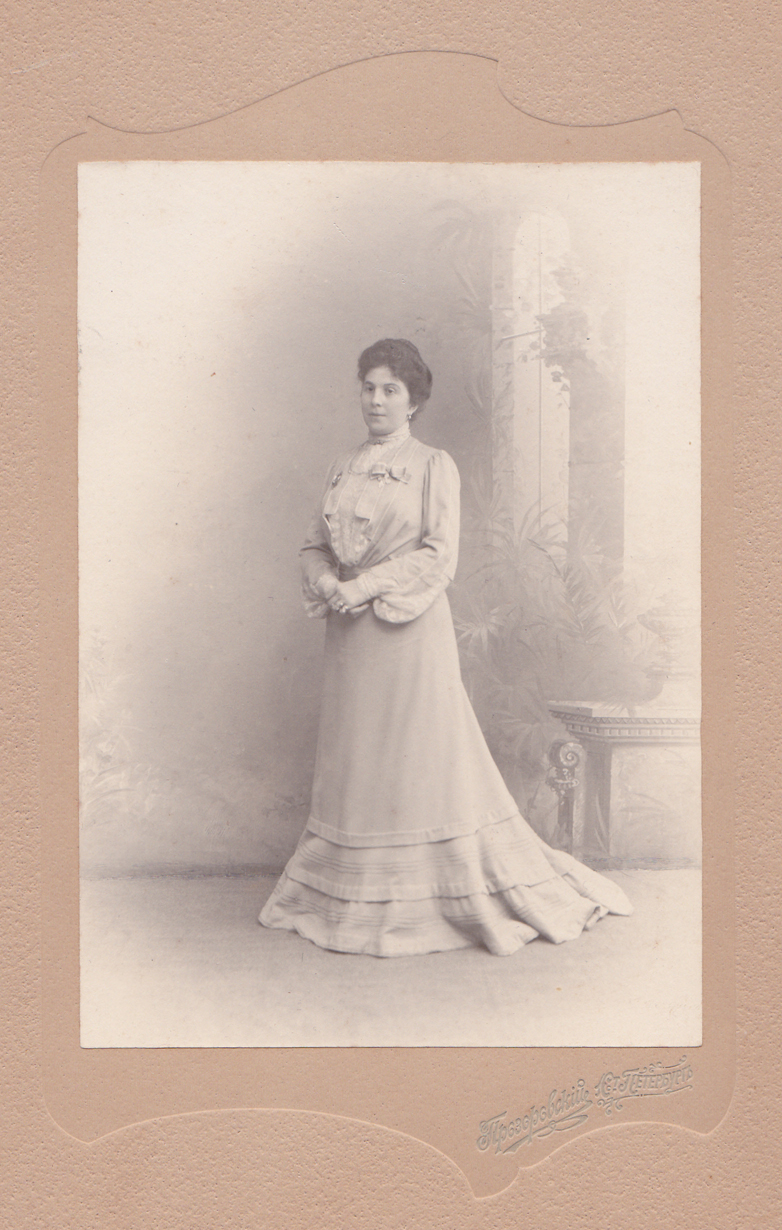
Е. В. Лоферт-Винчи

- после 1903 г. — Лоферт-Винчи Елизавета Викторовна (род.11 октября 1858, воспитанница Смольного института)